# إبراهيم لشكري
إبراهيم لشكري (مواليد 25 أبريل 1996) لاعب كرة قدم إماراتي يجيد اللعب في الوسط.
مثل نادي النصر في الفئات السنية إلى أن وصل للفريق الأول في عام 2017 و انتقل إلى نادي خورفكان عام 2018 .